# Nycteola
Nycteola är ett släkte av fjärilar som beskrevs av Jacob Hübner 1822. Nycteola ingår i familjen trågspinnare.

## Bildgalleri

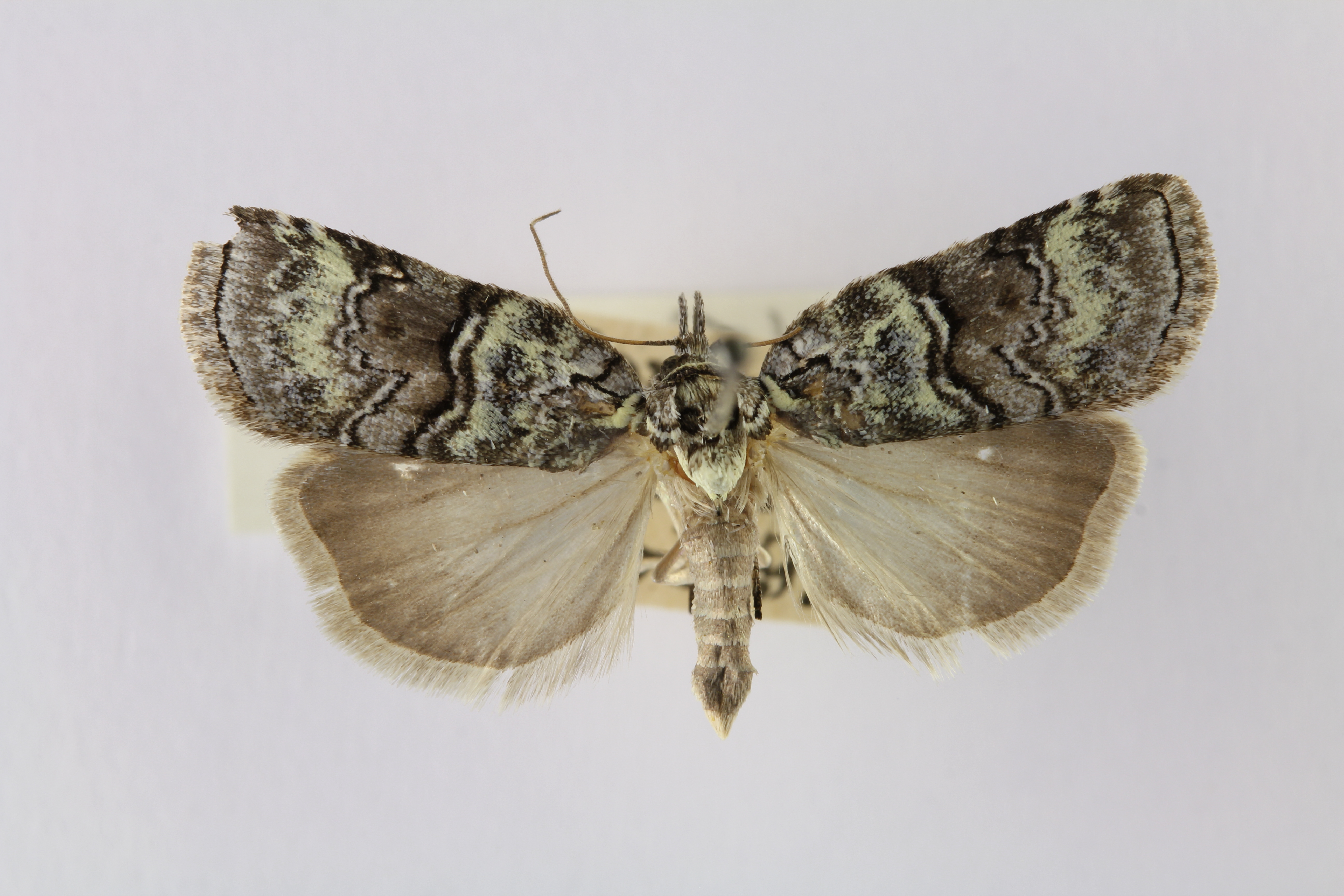
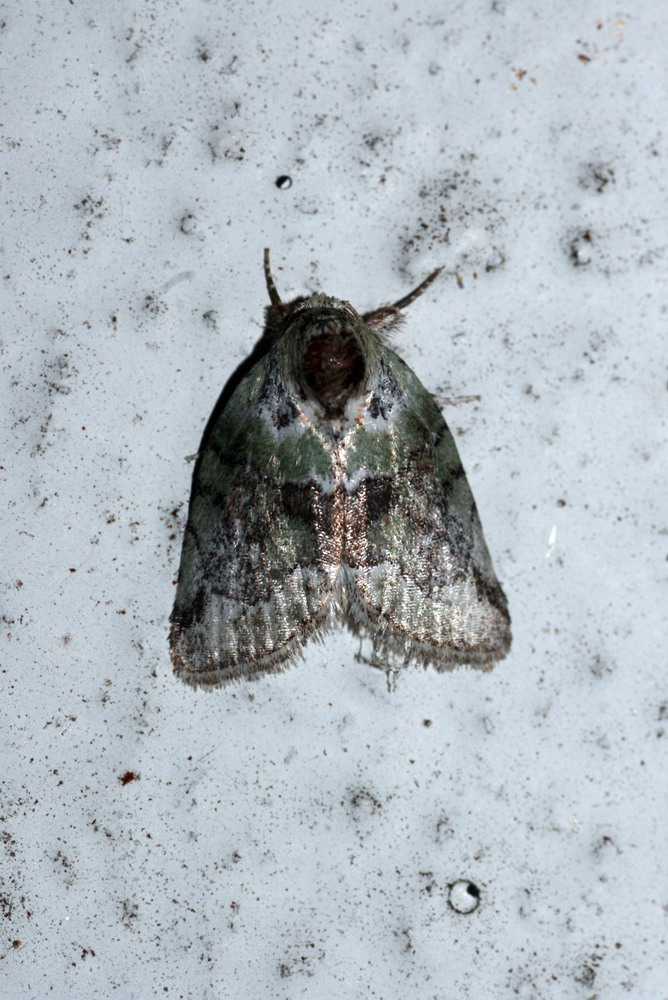

## Dottertaxa tillNycteola, i alfabetisk ordning[1][2]
- Nycteola abstrusa
- Nycteola achatana
- Nycteola adusta
- Nycteola afzeliana
- Nycteola albescens
- Nycteola albifasciata
- Nycteola albimaculata
- Nycteola albivaria
- Nycteola albonigra
- Nycteola apicistrigata
- Nycteola aroa
- Nycteola asiatica
- Nycteola atrata
- Nycteola atrithorax
- Nycteola aurana
- Nycteola avola
- Nycteola baeopis
- Nycteola bifasciana
- Nycteola bilineatella
- Nycteola bistrigata
- Nycteola britana
- Nycteola brunneicosta
- Nycteola brunnescens
- Nycteola cana
- Nycteola canescens
- Nycteola canoides
- Nycteola cinereana
- Nycteola cladodes
- Nycteola clara
- Nycteola columbana
- Nycteola columbiana
- Nycteola combinata
- Nycteola conjuncta
- Nycteola coreana
- Nycteola costalis
- Nycteola costimaculana
- Nycteola crystallites
- Nycteola cuneana
- Nycteola degenerana
- Nycteola depicta
- Nycteola dilutana
- Nycteola dilutanoides
- Nycteola diluteramosanus
- Nycteola diplographa
- Nycteola duplana
- Nycteola eremostola
- Nycteola eurasiatica
- Nycteola exophila
- Nycteola fasciata
- Nycteola fasciatum
- Nycteola favillana
- Nycteola feusteli
- Nycteola fletcheri
- Nycteola frigidana
- Nycteola fuscoramosanus
- Nycteola fusculana
- Nycteola fusculanoides
- Nycteola gallicana
- Nycteola gandzhana
- Nycteola glaucana
- Nycteola glaucus
- Nycteola gloriusanus
- Nycteola goniophora
- Nycteola grisea
- Nycteola grisescens
- Nycteola helvetica
- Nycteola hesperica
- Nycteola hungarica
- Nycteola ilicana
- Nycteola indica
- Nycteola javanus
- Nycteola kebea
- Nycteola kuldzhana
- Nycteola lathamiana
- Nycteola lathamianus
- Nycteola latifasciella
- Nycteola lichenaria
- Nycteola lichenodes
- Nycteola lintnerana
- Nycteola malachitis
- Nycteola mauritia
- Nycteola melanosticta
- Nycteola mesoplaga
- Nycteola metaspilella
- Nycteola minutum
- Nycteola nigerrina
- Nycteola nigra
- Nycteola nigricans
- Nycteola nigripunctata
- Nycteola nigrosuffusa
- Nycteola nolalella
- Nycteola notata
- Nycteola obliquestrigata
- Nycteola oblongatus
- Nycteola obscura
- Nycteola obsoleta
- Nycteola pallescens
- Nycteola plumbea
- Nycteola poliophaea
- Nycteola polycyma
- Nycteola populana
- Nycteola pseudasiatica
- Nycteola pseudodilutana
- Nycteola pseudoilica
- Nycteola pseudoilicana
- Nycteola pseudonilotica
- Nycteola pseudoramosanan
- Nycteola punctana
- Nycteola ramosana
- Nycteola ramosanoides
- Nycteola revayana
- Nycteola riuagana
- Nycteola rosea
- Nycteola rufescens
- Nycteola rufomarmorata
- Nycteola rufosignata
- Nycteola russiana
- Nycteola sagittata
- Nycteola saldonana
- Nycteola scriptana
- Nycteola siculana
- Nycteola sinuosa
- Nycteola stoninus
- Nycteola strigatanus
- Nycteola strigivenata
- Nycteola svecica
- Nycteola svecius
- Nycteola symmicta
- Nycteola tawan
- Nycteola transversistrigata
- Nycteola triangularis
- Nycteola underwoodi
- Nycteola undulana
- Nycteola unicolor
- Nycteola variegata
- Nycteola virescens